# 斬立決
斬立决是中国古时死刑，即对罪行无疑且严重的罪犯实行斩首处决的刑罚，源于汉代。自辛亥革命後廢除。

## 相关释义
- 把头砍下後，还要挂上城门示众儆尤之刑罚，称为枭首或枭首示众。
- 除了斩首，绞刑也是惩处上述罪行的死刑，称为绞立决。
- 在古时，死刑犯一般在秋分之後执行，称作秋後问斩。
- 「立决」的意思是立即执行。如果案情存疑，则可以判处监候，称作斩监候，絞刑则稱绞监候。斬監侯如同今日之死緩，斬監候代表把犯人關到來年秋天，再作審判（即秋審），可提御審，其結果或獲免除死刑。
- 娜鹤雅：〈清末“就地正法”操作程序之考察 （页面存档备份，存于）〉。